# Marcela Nari
Marcela Nari (Unión Ferroviaria 1965– Luján, 2000) fue una historiadora y escritora argentina. Se desempeñó como docente en la Universidad de Buenos Aires en las asignaturas vinculadas con historia de las mujeres. También fue referente e investigadora del feminismo en Argentina.

## Biografía
Durante su corta vida, Nari escribió sobre la historia del feminismo en Argentina. La autora de Políticas de Maternidad y Maternalismo, Político tenía un doctorado en Historia y era una especialista en los estudios referentes a las mujeres en la Universidad Nacional de Buenos Aires. Además de fundar el Instituto Interdisciplinario de Estudios de Género, promovió la investigación y coordinación en otros centros académicos. Los temas de investigación incluyen la historia de mujeres y feminismo en Argentina, y el tratamiento de mujeres en prisión, y durante la  maternidad. También realizó publicaciones académicas en revistas argentinas y extranjeras que incluyen Feminaria, mujer/fempress, Perspectivas latinoamericanas, Mora, Todo es Historia, Razón y Revolución y en el Boletín mensual del Instituto Ravignani.
En su trabajo, Nari demuestra que, inspirados en la necesidad de poblar el territorio argentino, entre 1890 y 1940 los doctores y los legisladores intentaron controlar las funciones maternales de las mujeres estableciéndolas siempre que fuera posible en consideraciones religiosas.